# باشگاه فوتبال خیبر خرم‌آباد
باشگاه فوتبال خیبر خرم‌آباد یک باشگاه فوتبال در شهر خرم‌آباد، ایران است که در سال ۱۳۶۳ بنیان‌گذاری شد. این باشگاه هم‌اکنون در لیگ برتر خلیج فارس حضور دارد.

## پیشینه
باشگاه فوتبال خیبر خرم‌آباد یک باشگاه فوتبال ایرانی واقع در شهر خرم‌آباد است که در سال ۱۳۶۳ تأسیس شده است. این باشگاه هم‌اکنون در لیگ برتر خلیج فارس فوتبال ایران بازی می‌کند. این باشگاه یک بار دیگر نیز جام قدس ۶۹–۱۳۶۸، موفق به حضور در بالاترین سطح فوتبال ایران شده بود. همچنین، تیم خیبر خرم‌آباد در سال ۱۳۶۵ موفق به حضور در فینال مسابقات جام حذفی شد که در آن بازی با نتیجه ۲–۰ برابر ملوان بندر انزلی مغلوب شد و به مقام دوم جام حذفی در آن سال دست یافت. خیبر در بازی یک چهارم نهایی همین مسابقات توانست تیم پرسپولیس تهران را با یک گل که از میانه میدان روانه دروازه این تیم شد، از پیش رو بردارد و در بازی نیمه نهایی تیم پاس بوشهر را ۳ بر ۱ برد. منبع سایت رسمی جام حذفی کشور قسمت آرشیو باشگاه خیبر خرم‌آباد در آبان ۱۳۹۹ با خرید امتیاز لیگ یکی باشگاه فوتبال کارون اروند خرمشهر در فصل ۱۳۹۹–۱۴۰۰ لیگ آزادگان شرکت می‌کند. خیبر خرم‌آباد در چهارچوب هفته ماقبل پایانی لیگ آزادگان ۴۰۲–۴۰۳ برابر آریو اسلامشهر قرار گرفت و با نتیجه چهار بر یک این تیم را شکست داد و رسماً به لیگ برتر صعود کرد. آنها در آن فصل بالاتر از فجر سپاسی شیراز و چادرملو اردکان قهرمان لیگ آزادگان شدند.

## هواداران
خیبر خرم‌آباد معروف به خیبر لرتباران نماینده استان لرستان یکی از تیم‌های پرهوادار استان لرستان است؛ که هوادارانش محدود به استان لرستان نیست و در تمام استان‌های لرنشین هوادار دارد.

## ورزشگاه خانگی
ورزشگاه لر آرنا که برای خیبر خرم‌آباد ساخته شده است امکانات بسیار خوبی همانند: ظرفیت ۲۳ هزار نفره، جایگاه ویژه و پارکینگ رختکن‌های جدید و بزرگ سالن پذیرایی رستوران و هتل استخر و سونا پیست دو نزدیک مجتمع المپیک نور پردازی قوی و مجهز به دوربین‌های full HD چمن طبیعی مرغوب و محوطه آزاد دارد.
البته این ورزشگاه هنوز تأسیس نشده و در حال ساخت است.
تیم خیبر بازی‌های خانگی خود را در ورزشگاه تختی خرم‌آباد برگزار می‌کند.

## آمار و رکورد
خیبر خرم‌آباد با کسب ۷۷ امتیاز در لیگ آزادگان در تاریخ فوتبال ایران در طول یک فصل رکورددار شد. نماینده لرستان در شرایطی با تساوی مقابل شهرراز جشن قهرمانی برگزار کرد و از این به بعد در لیگ برتر خلیج فارس حضور خواهد داشت که یک رکورد ویژه را ثبت کرده است.

## نشان‌واره‌ها
باشگاه فوتبال خیبر یکی از قدیمی‌ترین باشگاه‌های فوتبال ایران است. این باشگاه در سال ۱۳۶۳ در خرم‌آباد تأسیس شده است و تا کنون یک نشان‌واره داشته است.

## رنگ و پوشاک

### رنگ
رنگ پیراهن باشگاه خیبر از همان ابتدا به رنگ سبز ساده بود، امروزه نیز پیراهن اول خیبر بدون هیچ تغییری رنگ سبز است. پیراهن دوم و سوم را به ترتیب رنگ‌های مشکی و بنفش تشکیل می‌دهند.

### پوشاک
| دوره | طراح لباس | اسپانسر                         |
| –    | استارت    | آرین سازه. اوست مال             |
| ۱۴۰۳ | سینا      | آرین سازه. فولاد امیر. اوست مال |
| ---- | --------- | ------------------------------- |

## بازیکنان
فهرست بازیکنان خیبر خرم‌آباد در فصل ۱۴۰۴–۰۵
- آخرین بروز رسانی: ۲۸ مرداد ۱۴۰۴

| شماره |       | نقش       | بازیکن                |
| ----- | ----- | --------- | --------------------- |
| ۱     | ایران | دروازه‌بان | حسین پورحمیدی         |
| ۳     | ایران | مدافع     | احسان حسینی           |
| ۴     | ایران | مدافع     | سبحان پسندیده         |
| ۶     | ایران | هافبک     | محمدعرفان معصومی      |
| ۷     | ایران | هافبک     | مهدی گودرزی           |
| ۹     | ایران | هافبک     | سید محمدطاها طباطبایی |
| ۱۰    | ایران | مدافع     | علی شجاعی             |
| ۱۱    | ایران | مهاجم     | محمد صابری‌پور         |
| ۱۲    | ایران | دروازه‌بان | محمدرضا دیناروند      |
| ۱۵    | ایران | مدافع     | مسعود محبی            |
| ۱۷    | ایران | مهاجم     | حمیدرضا ضرونی         |

| شماره |       | نقش   | بازیکن                 |
| ----- | ----- | ----- | ---------------------- |
| ۱۸    | ایران | مهاجم | محمدرضا مهدی‌زاده       |
| ۱۹    | ایران | مدافع | مهرداد قنبری (کاپیتان) |
| ۲۳    | ایران | هافبک | صادق البوصبیح          |
| ۳۳    | ایران | مدافع | محمد آقاجانپور         |
| ۶۹    | ایران | مهاجم | علی خانزادی            |
| ۷۰    | ایران | هافبک | حمید طاهرخانی          |
| ۷۷    | ایران | مدافع | علی آزادمنش            |
| ۸۰    | ایران | مهاجم | حمید حاجی‌آقایی         |
| ۸۸    | ایران | هافبک | اسماعیل بابایی         |
| ۹۹    | ایران | مهاجم | عارف قزل               |

## کادر فنی
| کادر فنی باشگاه خیبر خرم‌آباد | کادر فنی باشگاه خیبر خرم‌آباد |
| سمت                          | نام                          |
| ---------------------------- | ---------------------------- |
| سرمربی                       | سید مهدی رحمتی               |
| دستیار اول                   | حسین بادامکی                 |
| مربی                         | جلال امیدیان                 |
| مربی                         | محسن اسکینی                  |
| مربی دروازه‌بان‌ها             | فرشاد قدیری                  |
| مربی بدنساز                  | مهدی محمدیان                 |
| آنالیزور                     | میعاد قاسم‌زاده               |

| مدیریت باشگاه خیبر خرم‌آباد | مدیریت باشگاه خیبر خرم‌آباد |
| سمت                        | نام                        |
| مالک                       | مسعود عبدی                 |
| سرپرست مدیر عاملی          | احسان ناصر                 |
| سخنگو و عضو هیئت مدیره     | جماعت                      |
| عضو هیئت مدیره             | مسعود عبدی                 |
| عضو هیئت مدیره             | حسین خیبری                 |
| -------------------------- | -------------------------- |

## افتخارات
| جام‌های رسمی باشگاه خیبر | جام‌های رسمی باشگاه خیبر | جام‌های رسمی باشگاه خیبر | جام‌های رسمی باشگاه خیبر | جام‌های رسمی باشگاه خیبر | جام‌های رسمی باشگاه خیبر |
| نوع                     | رقابت‌ها                 | قهرمان                  | فصل‌های قهرمانی          | نایب قهرمان             | فصل‌های نایب قهرمانی     |
| داخلی کشوری             | جام حذفی                | —                       | —                       | ۱                       | ۱۳۶۵                    |
| داخلی کشوری             | لیگ آزادگان             | ۱                       | ۰۳–۱۴۰۲                 | —                       | —                       |
| مجموع                   | مجموع                   | ۱ قهرمانی               | ۱ قهرمانی               | ۱ نایب قهرمانی          | ۱ نایب قهرمانی          |
| ----------------------- | ----------------------- | ----------------------- | ----------------------- | ----------------------- | ----------------------- |